# Lee Hyun-jin
Lee Hyun-jin (sinh ngày 5 tháng 3 năm 1985) là một diễn viên người Hàn Quốc. Gần đây anh được biết đến rộng rãi qua vai thầy Jo trong bộ phim Sky Castle (2019).

## Danh sách phim

### Phim truyền hình
| Năm  | Tên                             | Vai diễn                                     | Kênh phát sóng |
| ---- | ------------------------------- | -------------------------------------------- | -------------- |
| 2007 | Kimchi Cheese Smile             | Uhm Hyun-jin                                 | MBC            |
| 2008 | Family's Honor                  | Jung Hyun-kyu                                | SBS            |
| 2009 | Assorted Gems                   | Gung San-ho                                  | MBC            |
| 2010 | A Good Day for the Wind to Blow | Jang Min-guk                                 | KBS1           |
| 2011 | Heartstrings                    | Hyun Ki-young                                | MBC            |
| 2012 | Operation Proposal              | Kwon Jin-won                                 | TV Chosun      |
| 2013 | Empire of Gold                  | Choi Seong-jae                               | SBS            |
| 2013 | Người thừa kế (The Heirs)       | Bo-na's brother Lee Hyun-jin (cameo, tập 19) | SBS            |
| 2016 | Another Oh Hae-young            | Hae-young (soil)'s opponent (cameo)          | tvN            |
| 2016 | The Second Last Love            | Jang Eun-ho                                  | SBS            |
| 2017 | Whisper                         | Park Hyun-soo                                | SBS            |
| 2018 | Sky Castle                      | Teacher Jo                                   | JTBC           |

### Điện ảnh
| Năm  | Tên phim                  | Vai diễn      |
| ---- | ------------------------- | ------------- |
| 2008 | Boy Meets Boy (phim ngắn) | Seok-i        |
| 2011 | Mr. Idol                  | Kim Ji-hoon   |
| 2011 | Spellbound                | Ki-woo        |
| 2012 | Chubby Revolution         | Kang Do-kyung |

### MV ca nhạc
| Năm  | Tên bài hát                                          | Ca sĩ   |
| ---- | ---------------------------------------------------- | ------- |
| 2008 | "To Follow My Heart" + "I Believe in"                | TGUS    |
| 2009 | "Yet" + "Feel Like Exploding" + "At the End of Love" | Zia     |
| 2010 | "Firefly"                                            | J-Hwan  |
| 2011 | "Hello" + "I Told You I Wanna Die"                   | Huh Gak |

## Kịch
| Năm       | Tên vở kịch       | Vai diễn    | Năm diễn  |
| --------- | ----------------- | ----------- | --------- |
| 2012-2013 | Audacious Romance | Gu Bong-pil | 2013-2014 |